# Djurröd
Djurröd är en småort i Kristianstads kommun och kyrkby i Djurröds socken i Skåne.
Genom Djurröd går Djurrödsbäcken som leder ut i Vramsån. I bäcken finns öringar och kräftor.

## Befolkningsutveckling
| Befolkningsutvecklingen i Djurröd 1990–2015 | Befolkningsutvecklingen i Djurröd 1990–2015 | Befolkningsutvecklingen i Djurröd 1990–2015 | Befolkningsutvecklingen i Djurröd 1990–2015 | Befolkningsutvecklingen i Djurröd 1990–2015 |
| ------------------------------------------- | ------------------------------------------- | ------------------------------------------- | ------------------------------------------- | ------------------------------------------- |
|                                             |                                             |                                             |                                             |                                             |
| År                                          |                                             |                                             | Folkmängd                                   | Areal (ha)                                  |
| 1990                                        | 1990                                        |                                             | 80                                          | 18#                                         |
| 1995                                        | 1995                                        |                                             | 81                                          | 20#                                         |
| 2000                                        | 2000                                        |                                             | 79                                          | 20#                                         |
| 2005                                        | 2005                                        |                                             | 84                                          | 20#                                         |
| 2010                                        | 2010                                        |                                             | 94                                          | 20#                                         |
| 2015                                        | 2015                                        |                                             | 106                                         | 29#                                         |
| Anm.: # Som småort.                         |                                             |                                             |                                             |                                             |

## Samhället
I Djurröd finns Djurröds kyrka. Den gamla skolan som upphörde 1969 har Regionmuseet Kristianstad inrett till skolmuseum. I de gamla lokalerna i skolan huserar Rickarums Byateater. Skolan i Djurröd sägs varit den äldsta i Gärds härad. Man är inte riktigt säker på när skolan startades, men 1765 skänktes ett ”gadehus” som blev byns första folkskola med Anders Svanstedt som lärare.